# Communauté de communes du Bocage (Maine-et-Loire)
Pour les articles homonymes, voir Communauté de communes du Bocage.
La communauté de communes du Bocage est une ancienne communauté de communes française située dans le département de Maine-et-Loire et la région Pays de la Loire. Elle fut dissoute le 31 décembre 2016 au profit de l'Agglomération du Choletais.
Elle se situe dans la région des Mauges.

## Historique
Se substituant au district du Bocage créé en 1994, la communauté de communes est créée en 2000, par arrêté préfectoral du 16 décembre 1999.
En 2006 elle complète ses compétences en y ajoutant le développement d’actions sociales, sportives, culturelles et touristiques.
Dans le cadre de la loi de réforme des collectivités territoriales du 16 décembre 2010, un projet de fusion est initié entre la communauté de communes du Bocage et la communauté d'agglomération du Choletais, ; regroupant ainsi les dix-neuf communes membres en une seule intercommunalité. En mai 2013, la préfecture s'oppose à la fusion.
En juillet 2013, l'intercommunalité étend ses compétences dans le domaine de l’assainissement et de la gestion des eaux pluviales.
Le 1er décembre 2015, elle s'est retiré du syndicat mixte du Pays des Mauges.
Elle disparaît, le 31 décembre 2016, par la fusion de la communauté d'agglomération du Choletais avec la communauté de communes du Bocage ainsi que les communes du périmètre de l'ancienne communauté de communes du Vihiersois-Haut-Layon pour former l'Agglomération du Choletais, telle que l'avait envisagée le schéma départemental de coopération intercommunale de Maine-et-Loire, approuvé le 22 janvier 2016 par la commission départementale de coopération intercommunale.

## Territoire communautaire

### Composition
La communauté de communes du Bocage regroupait six communes :
| Nom                | Code Insee | Gentilé    | Superficie (km2) | Population (dernière pop. légale) | Densité (hab./km2) |
| ------------------ | ---------- | ---------- | ---------------- | --------------------------------- | ------------------ |
| Maulévrier (siège) | 49192      | Maulévrais | 33,42            | 3 147 (2014)                      | 94                 |
| Les Cerqueux       | 49058      | Cerquois   | 13,86            | 895 (2014)                        | 65                 |
| Coron              | 49109      | Coronnais  | 31,49            | 1 585 (2014)                      | 50                 |
| La Plaine          | 49240      | Plainais   | 22,16            | 1 035 (2014)                      | 47                 |
| Somloire           | 49336      | Somloirais | 31,83            | 912 (2014)                        | 29                 |
| Yzernay            | 49381      | Yzernois   | 40,66            | 1 845 (2014)                      | 45                 |

## Administration

### Présidence
| Période                                  | Période | Identité                | Étiquette      | Qualité                                                      |
| ---------------------------------------- | ------- | ----------------------- | -------------- | ------------------------------------------------------------ |
| 2001                                     | 2008    | Albert Brégeon          |                | Maire de Somloire (1989-2008)                                |
| 2008                                     | 2016    | Jean-Pierre Chavassieux | MoDem puis UDI | Maire de Maulévrier Conseiller général du Canton de Cholet-2 |
| Les données manquantes sont à compléter. |         |                         |                |                                                              |

## Population

### Démographie
| 2006  | 2009  | 2012  | 2013  |
| ----- | ----- | ----- | ----- |
| 8 526 | 9 057 | 9 381 | 9 412 |

### Logement
On comptait en 2009, sur le territoire de la communauté de communes, 3 683 logements, pour un total sur le département de 360 144. 94 % étaient des résidences principales, et 74 % des ménages en étaient propriétaires.

### Revenus
En 2010, le revenu fiscal médian par ménage sur la communauté de communes était de 16 654 €, pour une moyenne sur le département de 17 632 €.

## Économie
Sur 772 établissements présents sur l'intercommunalité à fin 2010, 34 % relevaient du secteur de l'agriculture (pour 17 % sur l'ensemble du département), 10 % relevaient du secteur de l'industrie, 7 % du secteur de la construction, 39 % du secteur du commerce et des services (pour 53 % sur le département) et 21 % de celui de l'administration et de la santé.